# Хайделбергски университет
Университетът „Рупрехт-Карлс“ или Хайделбергският университет (на немски: Ruprecht-Karls-Universität Heidelberg; на латински: Ruperto-Carola-Universität) е най-старият университет в Германия.
Намира се в град Хайделберг, федерална провинция Баден-Вюртемберг. Рядко се среща подобен университет, дал на света 8 носители на Нобелова награда.

## История
На 23 октомври 1385 г. университетът получава учредителна грамота от папа Урбан VI, с което става третия университет в границите на Свещената Римска империя, след тези в Прага и Виена. От неговото създаване през 1386 от княза на Курпфалц Рупрехт I той векове наред има 4 факултета (Теология, Право, Медицина и Философия). През 1890 г. великият херцог на Баден, Карл Фридрих, реформира университета, като допълнително се изгражда отделен 5-и факултет по природно-естествени науки. Освен това университетът става държавен и се финансира директно от херцозите на Баден. В чест на създателя и на реформатора му университетът се казва и до днес Университет „Рупрехт-Карлс“. През 1969 г. университетът вече има 16 факултета. Днес, след последната реорганизация на университета през 2002 г., той разполага с 12 факултета.
Университетът променя неколкократно местоположението си в града, докато най-сетне през 1711 г. е построена съществуващата и до днес университетска сграда. През 1931 г. във вътрешния двор е вдигнато разширение, наречено Новият университет. Наблизо е и красивата сграда на библиотеката, в която се съхраняват около 2 млн. тома книги, част от които са ценни стари екземпляри. Най-старите и редки книги са били събрани в прочутата навремето Палатинска библиотека, „подарена“ на папата в Рим през 1623 г. и оттогава загубена за града и училището.

## Възпитаници
Сред най-видните абсолвенти на университета се нареждат имена като бившия канцлер Хелмут Кол, политиците Лотар Биндинг, Йоханес Юунг, Уте Фогт, Димитрис Тасос, Панайотис Канелопулос, Йозеф Гьобелс, Александрос Папанастасиу, гръцкия крал Константинос I, философите Хегел и Карл Ясперс, историка Георгий Острогорски, икономиста Алфред Вебер, химика Фриц Хабер, юриста Паул Кирххоф, основателя на Дойче Банк Георг фон Сименс, романиста Ото фон Герике, социолозите Макс Вебер и Норберт Елиас, руския поет Осип Манделщам, физиците Кристиян Майер и Роберт Пол, политолозите Манфред Шмит, Клаус фон Байме, математичката София Ковалевска и много други.
България също има големи традиции, като тук са следвали и много български възрожденци и държавници като Петър Берон, Александър Танев, Васил Радославов, Константин Стоилов, Стоян Данев, Спиридон Палаузов. През 1948 г. Иван Дочев защитава тук докторската си дисертация, ставайки доктор по право на университета.

## Галерия
- Централна университетска библиотека
- Вътрешен двор на Централната университетска библиотека
- „Старият университет“
- „Новият университет“
- Институт по музикознание
- Институт за астрономически изчисления
- „Новият университет“, гледан откъм „Стария университет“
- „Фридрихсбау“
- Медицинска клиника „Крел“
- Германски център за изследвания на рака
- „Старата психиатрична клиника“
- Национален център за детска и младежка медицина „Анжелика Лаутеншлегер“